# أوغوستو وميكايلا ولورينزو أودون
كان أوغستو دانييل أودوني (6 مارس 1933 - 24 أكتوبر 2013) وميكايلا تيريزا مورفي أودوني (10 يناير 1939 - 10 يونيو 2000) والدا لورينزو مايكل مورفي أودوني (29 مايو 1978 - 30 مايو 2008)، الذي كان يعاني من اعتلال الغدة الكظرية وبيضاء الدماغ. لقد اكتسبا شهرة كبيرة لتطوير علاج مثير للجدل باستخدام زيت لورينزو لعلاج مرض ابنهما غير القابل للشفاء. تم سرد هذه المهمة في فيلم زيت لورينزو (1992). كان أوغستو في السابق خبيرًا اقتصاديًا في البنك الدولي.
وتقديرًا لعمل والديه، حصل أوغوستو أودوني على درجة الدكتوراه الفخرية من جامعة ستيرلنغ. استمر في جمع الأموال وقيادة فريق العمل العلمي المعروف باسم مشروع الميالين حتى وفاته. عانت ميكايلا أودون من سرطان الرئة لبعض الوقت وتوفيت في 10 يونيو 2000، عن عمر يناهز 61 عامًا.
توفي لورينزو في اليوم التالي لعيد ميلاده الثلاثين. كان مشلولا بشكل كامل تقريبا، لكنه كان، وفقا لوالده أوغستو، "صامدا". لم يكن قادرًا على الكلام أو الحركة بمفرده. كان يتواصل عن طريق تحريك أصابعه ورمش عينيه. كان عقله سليمًا وكان يستمتع بالموسيقى وقراءة الناس له. كان يعيش مع والده في ولاية فرجينيا، وكان تحت رعاية الممرضات وصديق عائلته، عموري حسن.
وفي منتصف عام 2010، بعد عامين من وفاة لورينزو، باع أوغوستو أودوني منزله في فيرجينيا وانتقل إلى أكوي تيرمي في موطنه إيطاليا، بالقرب من قرية والده جامالرو حيث عاش عندما كان صغيراً. توفي هناك في 24 أكتوبر 2013، عن عمر يناهز 80 عامًا.

## خلفية
وُصف هذا الشكل الحاد من اعتلال الغدة الكظرية وبيضاء الدماغ لأول مرة من قِبل إرنست سيمرلينج وهانز جيرهارد كروتزفيلدت عام 1933. شُخِّص لورينزو في أبريل 1984 باستخدام فحص دم جديد طُوِّر حديثًا. في ذلك الوقت، كان المصابون بالمرض عادةً فتيانًا صغارًا تتراوح أعمارهم بين 5 و10 سنوات، وكانوا يُصابون تدريجيًا بالبكم والصمم والعمى والشلل قبل أن يموتوا، وهو ما يحدث عادةً في غضون عامين بسبب الشفط أو أسباب عصبية.
بعدها رفض أوغستو وميكايلا قبول هذا التشخيص باعتباره نهائيًا، وحاربا من أجل العثور على علاج للمرض، وغالبًا ما كان ذلك بسبب الصراع مع الأطباء والمتخصصين ومجموعات الدعم. وبمساعدة هوغو موسر، ومن خلال ساعات طويلة من البحث والدراسة، توصل الأخوان أودون، اللذان لم يكن لديهما أي خلفية طبية سابقة، إلى علاج. يتضمن هذا العلاج استهلاك زيت مُجهز خصيصًا، والذي أصبح يُعرف باسم " زيت لورينزو ". لم يظهر المرضى الذين يعانون من حالة ذات صلة، وهي اعتلال الأعصاب الكظري، أي تحسن سريري بعد العلاج بزيت لورينزو.
وكان للأخوين أودوني دور مهم في تطوير زيت لورينزو وفي إنشاء مشروع الميالين، الذي يعمل على تعزيز وإجراء الأبحاث حول مرض ALD وغيره من الاضطرابات المماثلة. وأصرت ميكايلا أيضًا على الاستمرار في التعامل مع ابنها العاجز باعتباره إنسانًا وليس "نباتيًا"، ومساعدته في ابتكار وسيلة للتواصل معها ومع الآخرين من خلال رمش عينيه وحركة أصابعه.

## التصوير الثقافي
صورت قصة عائلة أودونيس لأول مرة في الفيلم التلفزيوني الإيطالي عام 1990، بطولة توماس ميليان ودومينيك ساندا. تحولت لاحقًا إلى فيلم زيت لورنزو عام 1992، حيث لعب نيك نولتي دور أوغوستو وميكايلا لعبتها سوزان ساراندون، والتي من خلال مشاركتها في الفيلم أصبحت المتحدثة باسم مشروع المايلين.
كانت حلقة عام 1994 من برنامج الناقد بعنوان "دكتور جاي"، والتي يعمل فيها الشخصية الرئيسية جاي شيرمان على اكتشاف علاج لمرض رئيسه المميت، محاكاة ساخرة للقصة.
تمت تلحين قصيدة كتبها ميكايلا عن لورينزو بواسطة فيل كولينز. سميت الأغنية الناتجة باسم "لورينزو"، وقد ظهرت في ألبومه الرقص في النور لعام 1996.

## قراءة إضافية
- تذكر ميكايلا، مقال بقلم أوغوستو أودوني
- مشروع الميالين
- الجزء الثاني من رواية زيت لورينزو، وهو تكملة حقيقية لرواية زيت لورينزو، يصف وفاة هوغو موسر، الطبيب الذي عمل مع عائلة أودون، وعمله اللاحق على تطوير اختبار من شأنه اكتشاف مرض ALD عند الأطفال حديثي الولادة.
- فيدانتام، شانكار. "تكملة حقيقية لكتاب "زيت لورينزو"؛ بعد وفاته، قد تؤتي أعمال العالم ثمارها." واشنطن بوست. 28 يناير 2007.

## روابط خارجية
- العثور على قبر: أوغستو أودوني
- العثور على قبر: ميكايلا أودوني
- العثور على قبر: لورينزو أودوني